# Naravelia zeylanica
Naravelia zeylanica är en ranunkelväxtart som först beskrevs av Carl von Linné, och fick sitt nu gällande namn av Dc.. Naravelia zeylanica ingår i släktet Naravelia och familjen ranunkelväxter. Inga underarter finns listade i Catalogue of Life.

## Bildgalleri

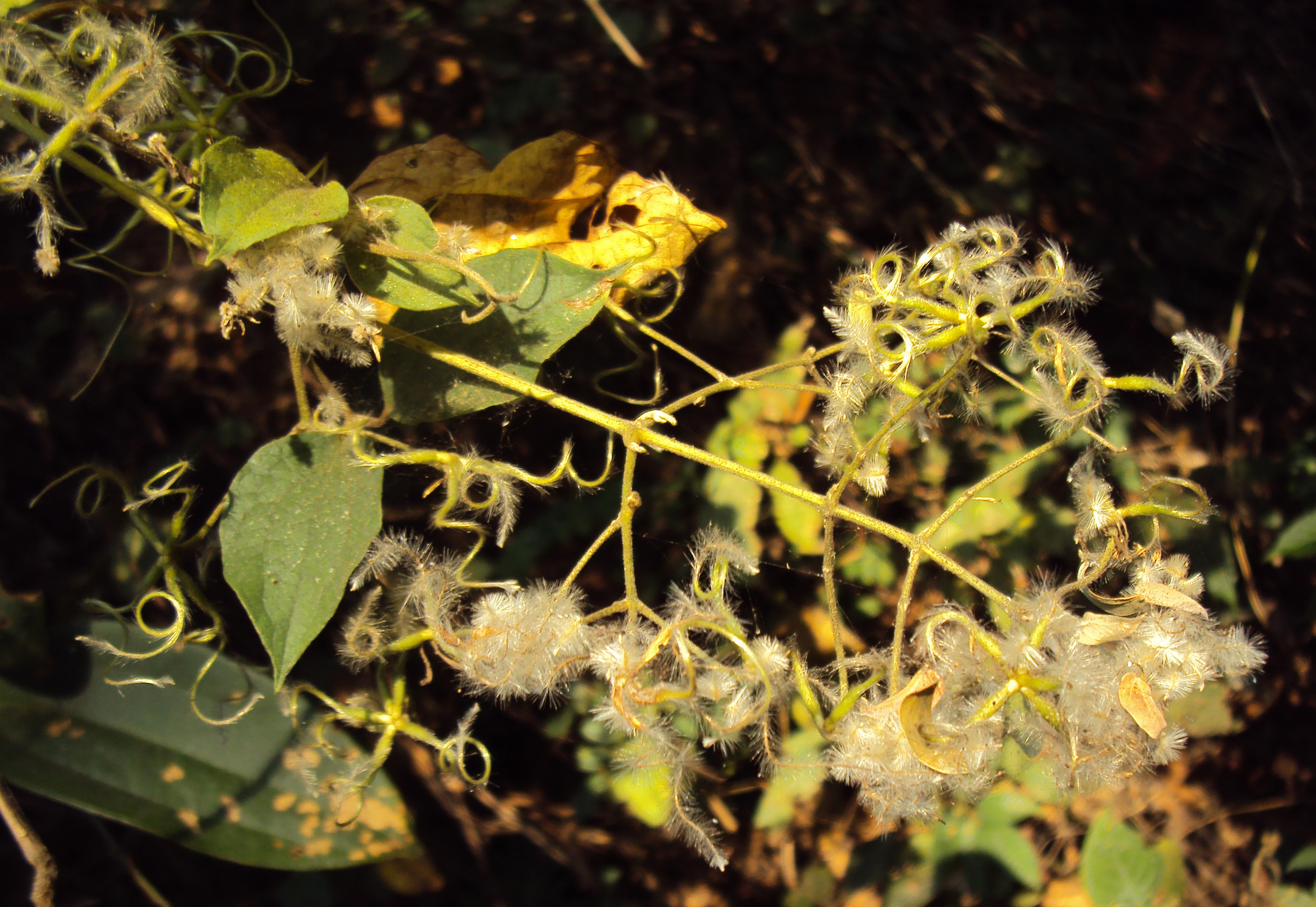
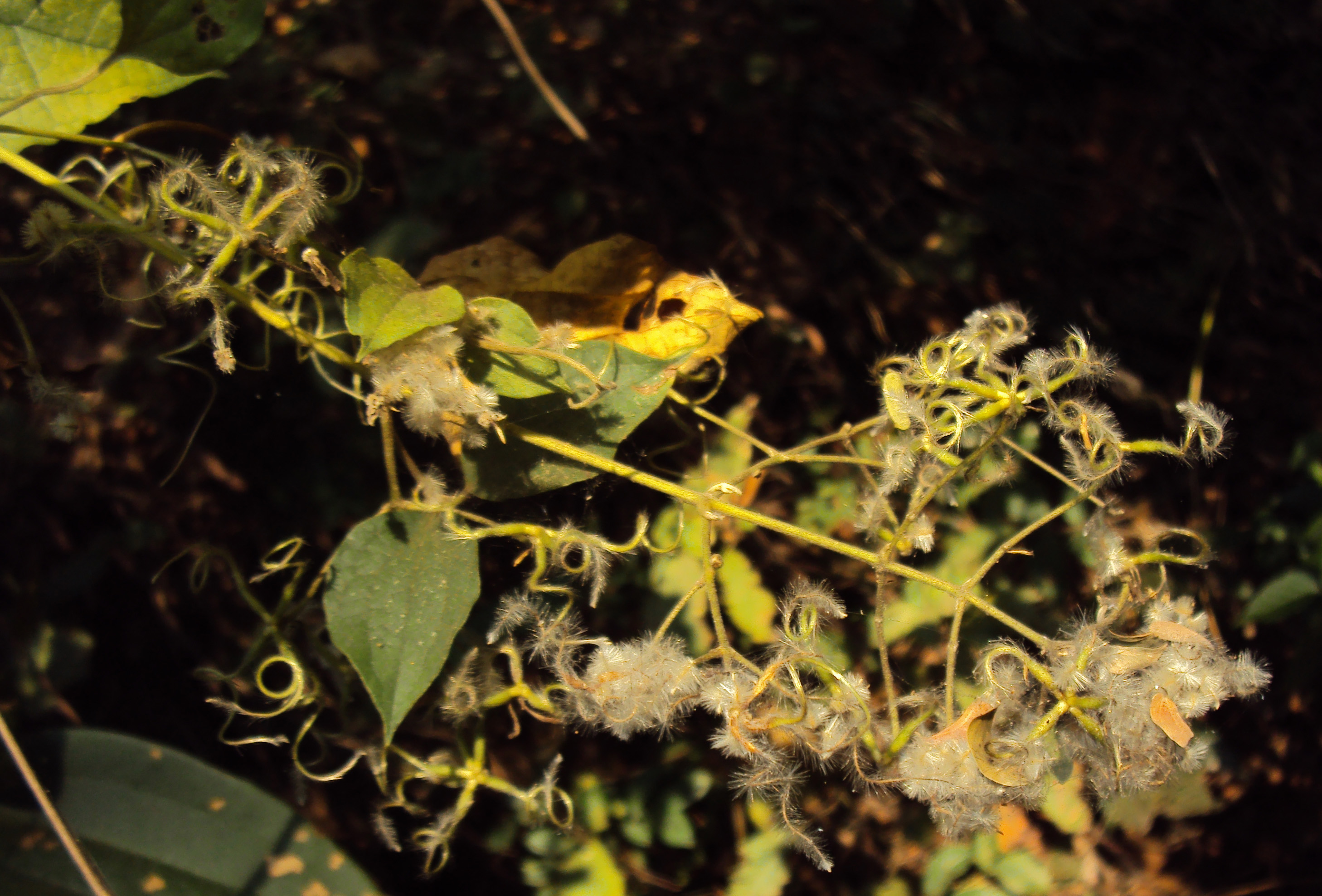
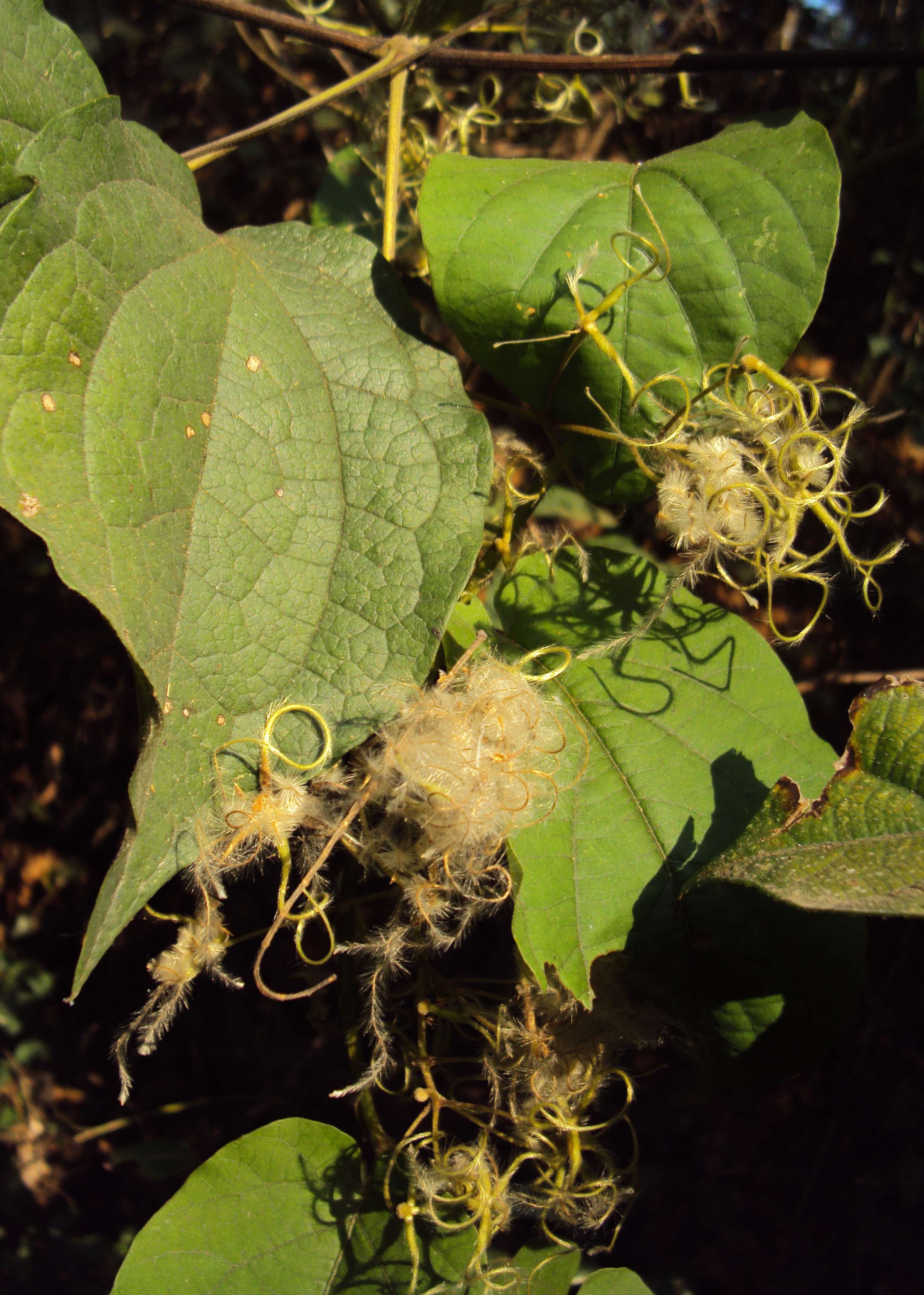
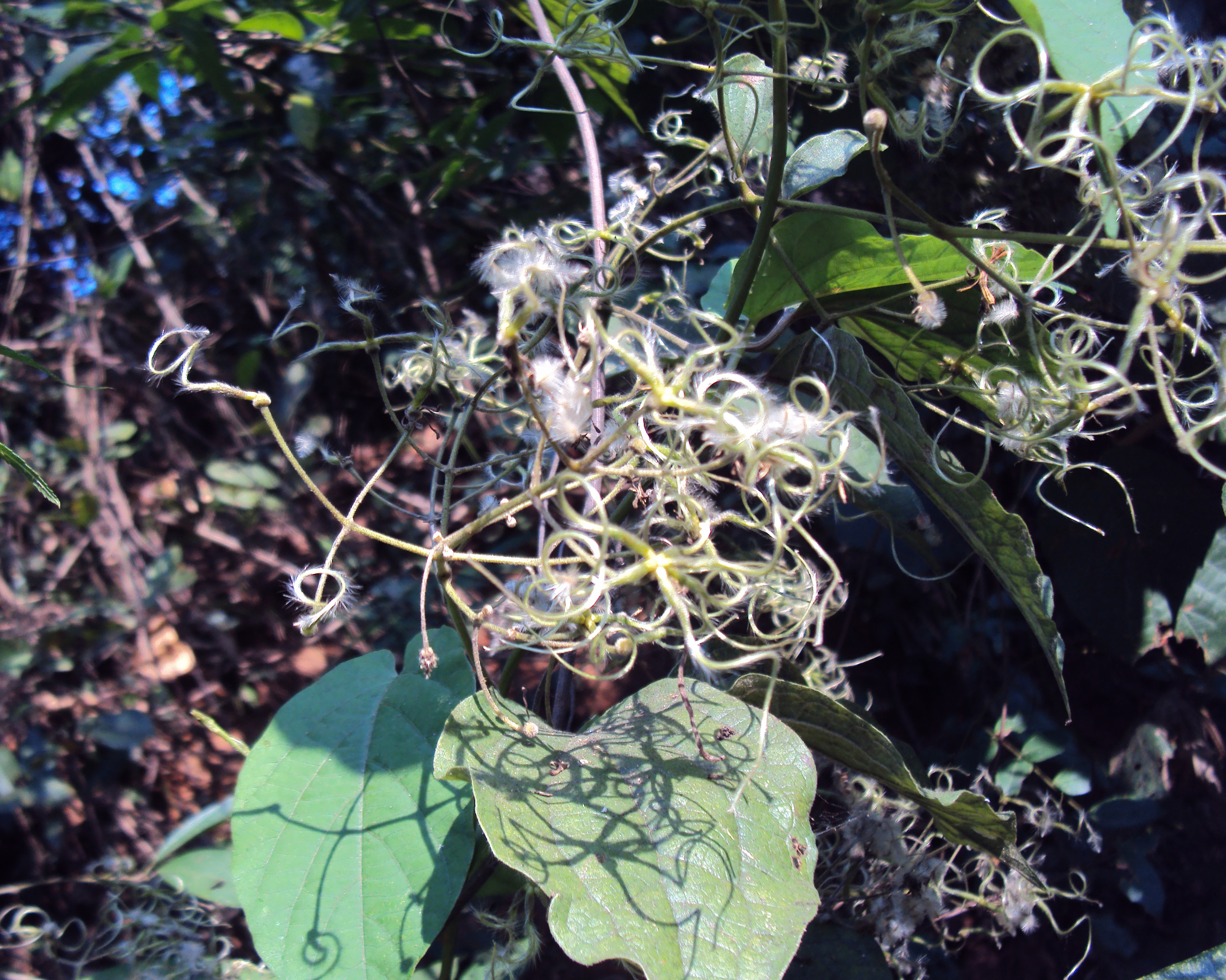